# 10-а танкова дивизия (Вермахт)
10-а танкова дивизия е една от танковите дивизии на Вермахта по време на Втората световна война.

## История
10-а танкова дивизия е сформирана в Прага през април 1939 г. През септември 1939 г. участва в кампанията в Полша, а през май 1940 г. в битката за Франция. Между юли 1941 и април 1942 г. участва нападението на Съветския съюз като част от група армии „Център“. След това е прехвърлена във Франция за почивка и възстановяване. През август 1942 г. участва в боевте срещу британско-канадския десант при Диеп. През декември 1942 г. дивизията е прехвърлена в Тунис. През май 1943 г. дивизията е унищожена в Тунис и не е възстановена отново.

## Командири
- Генерал на танковите войски Фердинанд Шал – (1 септември 1939 – 2 август 1941 г.)
- Генерал на танковите войски Волфганг Фишер – (2 август 1941 – 1 февруари 1943 г.)
- Генерал-лейтенант Фридрих фон Броих – (1 февруари 1943 – 12 май 1943 г.)